# Tbilisi Cup 2013
La Tbilisi Cup 2013 (in inglese: 2013 IRB Tbilisi Cup) fu la 1ª edizione della Tbilisi Cup, torneo internazionale di rugby a 15 disputatosi annualmente a Tbilisi, capitale della Georgia, tra la nazionale georgiana e tre squadre invitate.
All'edizione inaugurale presero parte: una selezione sudafricana di giocatori della Currie Cup First Division, la seconda divisione della Currie Cup, nota come South Africa President’s XV; una selezione di giocatori irlandesi della IRFU, con solo tre dei quali con presenze internazionali, nota come Emerging Ireland; e la nazionale maggiore uruguaiana.
Il torneo si tenne dal 7 al 16 giugno con la formula del girone unico e vide la prevalenza delle due squadre espressione dei Paesi di prima fascia.
Di fatto l'incontro che risolse il torneo fu quello tra SA President’s XV ed Emerging Ireland, vinto dai primi per 19-8.
I sudafricani vinsero la Tbilisi Cup con tre vittorie in tre partite mentre, dietro gli irlandesi, si piazzò la Georgia, che batté nel confronto diretto per le posizioni di rincalzo l'Uruguay: i georgiani, pur sconfitti dalla selezione sudafricana nell'ultimo incontro, guadagnarono un punto di bonus difensivo, avendo perso di soli 5 punti. Parimenti l'Uruguay, pur sconfitto dall'Emerging Ireland nell'incontro di chiusura, misero a segno cinque mete negli ultimi 25 minuti di gioco, riuscendo a non terminare il torneo con zero punti in classifica.
Nessuna delle tre formazioni ospiti della Georgia fece parte al torneo successivo.

## Squadre partecipanti
- Georgia
- Irlanda A (Emerging Ireland)
- South Africa President’s XV
- Uruguay

## Risultati

### 1ª giornata
| Arbitro: | Peter Fitzgibbon |

|                    |      |                                                                 |
|                    | mt   | 12’ Bothma 22’, 53’ Cassiem 27’ Engelbrecht 71’ Louw 80’ Mkhafu |
|                    | tr   | 71’, 80’ Croy                                                   |
| 5’, 32’ Etcheverry | c.p. | 70’ Croy                                                        |
| 1’ Etcheverry      | drop |                                                                 |

| Arbitro: | Nick Briant |

|                              |      |                                 |
| 40’ Chkhaidze 57’ Mchedlidze | mt   | 42’ D. Kearney                  |
| 40’ Tsiklauri                | tr   |                                 |
| 27’ Tsiklauri                | c.p. | 10’, 24’, 54’, 79’, 80’ Keatley |

### 2ª giornata
| Arbitro: | Nick Briant |

|             |      |                                |
| 57’ Allen   | mt   | 11’ Bock                       |
|             | tr   | 11’ Bezuidenhout               |
| 17’ Keatley | c.p. | 6’, 43’, 48’, 79’ Bezuidenhout |

| Arbitro: | Vlad Iordăchescu |

|                                       |      |              |
| 10’ Todua 31’ Zibzibadze 50’ Nemsadze | mt   |              |
| 10’, 31’, 50’ Tsiklauri               | tr   |              |
| 2’, 42’ Tsiklauri                     | c.p. | 55’ Albanell |

### 3ª giornata
| Arbitro: | Peter Fitzgibbon |

|                         |      |                            |
| 18’ Chilachava          | mt   | 38’ Speckman 57’ v.d. Walt |
| 18’ Tsiklauri           | tr   | 38’ Bezuidenhoudt          |
| 10’, 28’, 45’ Tsiklauri | c.p. | 2’, 6’, 21’ Bezuidenhoudt  |

| Arbitro: | Vlad Iordăchescu |

|                                                               |    |                                                          |
| 13’ Gaminara 55’ Espiga 61’ Albanell 65’ Román 79’ de Freitas | mt | 3’, 16’ Keatley 9’ O'Halloran 44’, 48’ Morris 57’ Annett |
| 13’ Etcheverry 55’, 61’, 65’ Prada                            | tr | 3’, 9’, 16’, 44’, 48’, 57’ Keatley                       |

### Classifica
|  | Squadra           | G | V | N | P | P+ | P−  | P±  | B | PT |
|  | ----------------- | - | - | - | - | -- | --- | --- | - | -- |
|  | SA President’s XV | 3 | 3 | 0 | 0 | 77 | 33  | +44 | 1 | 13 |
|  | Irlanda A         | 3 | 2 | 0 | 1 | 70 | 67  | +3  | 1 | 9  |
|  | Georgia           | 3 | 1 | 0 | 2 | 58 | 44  | +14 | 2 | 6  |
|  | Uruguay           | 3 | 0 | 0 | 3 | 45 | 106 | −61 | 1 | 1  |